# 粟飯原龍之介
粟飯原 龍之介（あいばら りゅうのすけ、2004年2月22日 - ）は、千葉県香取市出身のプロ野球選手（遊撃手・育成選手）。右投左打。横浜DeNAベイスターズ所属。

## 経歴

### プロ入り前
小学校1年生の時に3歳年上のいとこに誘われ野球を始める。元高校球児の父と元バレーボール選手の母を持ち、バスケットボールや陸上、バレーボールなど、野球以外にも様々なスポーツをプレーしていた。小学6年生の時に香取市の陸上大会にて走り幅跳びで優勝し、中学時代は成田シニアで野球をしながら、バレーボール部の大会にも出場していた。
東京学館高等学校に進学し、1年夏からベンチ入り。中学時代は9番打者だったが、高校に進学してから急成長。2年秋から遊撃手のレギュラーに定着し、同校初となる関東大会に進出した。高校時代は秋季県大会準優勝が最高成績で、甲子園出場はなし。3年夏は千葉県大会3回戦で千葉経済大附に敗れた。高校通算33本塁打。
その後、2021年9月8日にプロ志望届を提出。10月11日に行われたドラフト会議にて、横浜DeNAベイスターズから3位指名を受けた。担当スカウトは吉見祐治。11月13日、契約金5000万円、年俸610万円で仮契約を結んだ。背番号は33。

### DeNA時代
2022年4月1日、イースタン・リーグの東北楽天ゴールデンイーグルス戦で公式戦初本塁打を記録。5月14日の北海道日本ハムファイターズ戦では延長11回裏に初サヨナラヒットを記録した。二軍では遊撃手と二塁手を務め、最終的に4本塁打を記録するも、打率.187と確実性に課題を残した。
2023年、二軍戦ではセカンドに固定される。開幕後からしばらく打撃不振があり、後半戦は打撃成績を伸ばすも、最終的に打率.195、4本塁打の成績となった。シーズン終了後の11月16日、育成選手として契約することとなり、背番号は133に変更された。11月25日からは台湾で開催されたアジアウインターベースボールリーグに派遣された。
2024年4月2日、BCリーグ・神奈川フューチャードリームスに派遣されることが発表された。派遣時の背番号は33。イースタン・リーグでは45試合に出場し、打率.185、2本塁打、7打点という成績だった。

## 選手としての特徴
打撃はコンタクト能力が高くパンチ力がある。50メートル5秒9と足の速さも兼ね備える。

## 詳細情報

### 背番号
- 33（2022年[7] - 2023年、2024年（神奈川フューチャードリームスの派遣選手としての背番号）[13]）
- 133（2024年[10] - ）